# 金川街道 (常山县)
金川街道是中华人民共和国浙江省衢州市常山县下辖的一个街道办事处。
2012年12月18日，浙江省人民政府批复同意撤销天马镇建制，其行政区域改由常山县政府直辖。
2012年12月21日，衢州市人民政府批复同意在原天马镇区域内调整设立天马、紫港、金川3个街道办事处。金川街道下辖赵家坪、二都桥2个社区和常桥、新建、五里亭、十五里、菖蒲塘、蒋家、叶姑岭、四都、学堂山、上蒋、上埠、徐村、鲁蒋、大麦淤、金家畈、登丰、鲁里、樊溪、陈家、朱家坞、上淤、中淤、下淤、宿村、十里山25个行政村，办事处驻地为赵家坪星月湾55幢（天马路528号）。

## 行政区划
金川街道下辖以下村级行政区划单位：
赵家坪社区、二都桥社区、上淤村、中淤村、下淤村、朱家坞村、樊溪村、陈家村、徐村、上埠村、上蒋村、鲁里村、鲁蒋村、大麦淤村、金家畈村、登丰村、学堂山村、五里亭村、新建村、常桥村、宿村、十里山村、四都村、十五里村、菖蒲塘村、叶姑岭村和蒋家村。